# マシュー・ゲイアン
マシュー・ゲイアン（Matthew Gahan, 1975年11月26日 - ）はオーストラリア連邦出身の野球選手。
ポジションは投手。右投右打。2002年までニューヨーク・メッツのA級でプレーしていた。
現在はオーストラリアでプレーしている。2006年のワールドベースボールクラシックオーストラリア代表に選出されている。ツーシームとスライダーを低めに集める投球が持ち味。